# Jeff Young
Jeff Young (Ann Arbor, 31 marzo 1962) è un chitarrista statunitense.
Si laureò al Musicians Institute nel 1985 ed è famoso per la sua collaborazione con la thrash metal band Megadeth, con cui pubblicò l'album del 1988 So Far, So Good... So What!.

## Biografia

### Megadeth
Jeff Young nacque a Ann Arbor Michigan nel 1962 e, dopo aver terminato i primi anni di scuola, si trasferì a Hollywood, California per seguire i corsi del Musician's Institute, nel quale si laureò nel 1985. Young iniziò la carriera musicale come insegnante e dopo quattro anni di insegnamento fu ingaggiato dai Megadeth nel 1987.
L'intera carriera di Jeff nei Megadeth è legata alla produzione dell'album So Far, So Good... So What! (1988), nel quale poté mostrare la sua grande tecnica e capacità. Nel 1989, terminato il tour, a causa di diversi contrasti personali con Dave Mustaine venne licenziato.

## Dopo i Megadeth
Lasciati i Megadeth, Jeff iniziò a contribuire agli articoli della rivista Guitar Magazine. Negli anni novanta la sua carriera fu travagliata dalla morte del padre e poi della madre. Nel 1998 tornò sulle scene assieme alla cantante e chitarrista brasiliana Badi Assad, con cui pubblicò l'album Badi Assad - Chameleon che divenne numero 1 in Europa. Al fianco di Joe Cocker e Cassandra Wilson, il duo partì per un lungo tour e nel 2003 il brano "Waves" divenne colonna sonore del film Vizio di famiglia (It Runs in the Family). Ha preso parte a diversi documentari riguardo ai Megadeth, nei quali ha ritrovato i suoi vecchi compagni di band, e nel 2022 decide insieme all'ex compagno bassista David Ellefson di lavorare alla stesura di nuovi brani dopo aver suonato insieme in diversi show.